# Takahiro Miura
Takahiro Miura (三浦 貴博 Miura Takahiro?, Prefectura de Saitama, 5 de junio de 1975) es un animador, director y guionista gráfico de anime japonés, conocido sobre todo por su trabajo con el estudio Ufotable.

## Trayectoria
Hubo un período en el que Miura aspiraba a ser mangaka, y con el fin de aprender a dibujar, decidió convertirse en animador. Después de unirse a Imagin, trabajó en la creación de animaciones y debutó como animador clave en el episodio 5 de la serie de anime Gate Keepers en el año 2000. A partir del 2002, comenzó a trabajar de manera independiente, y en el episodio 4 de Sumeba Miyako no Cosmos-sō: Suttoko Taisen Dokkoida, que fue transmitido en 2003, se unió a Ufotable. Bajo la dirección de Shin Ōnuma, debutó como director de episodios en el especial Negima!? Natsu Special!?, y desde entonces ha trabajado también como director. En Kara no Kyōkai: Oblivion Recording hizo su debut como director de una película.
Además de trabajar en proyectos de Ufotable, Miura también ha participado en producciones de otros estudios solo como guionista gráfico. Principalmente ha contribuido con guiones gráficos en obras de CloverWorks y en proyectos dirigidos por Yūki Itō, quien también ha estado vinculado a Ufotable.

## Estilo
En sus obras como director, a menudo se encarga él mismo de los guiones gráficos, la dirección y también de la animación clave. Esto se debe a la idea de que, si tiene tiempo libre, dibujar él mismo reduce el trabajo adicional. Aunque actualmente su enfoque principal está en su labor como director, sigue trabajando como animador porque cree que no puede mejorar como director si no dibuja por sí mismo.
Es un director de acción representativo de Ufotable y a menudo se le encarga la dirección de las partes clave de acción. Las secuencias que Miura dirige y crea con guiones gráficos dentro de Ufotable son conocidas internamente como el "M-Part" (Parte M). En Fate/stay night: Unlimited Blade Works, obra en la que fue director, el autor original, Kinoko Nasu, elogió su representación de las escenas de acción, describiendo su habilidad para mostrar la teatralidad y los trucos de las escenas de acción como "algo monstruoso". Además, en las tres películas de Fate/stay night: Heaven's Feel, se encargó de los guiones gráficos y la dirección de las principales escenas de combate, como "Lancer vs. True Assassin", "Rider vs. True Assassin", "Saber Alter vs. Berserker" y "Rider vs. Saber Alter". En los últimos años, ha dirigido gran parte de las escenas de acción más importantes de Ufotable.
Miura es fan de las obras de la serie Tōhō Project, comenzando por Tōhō Chireiden (Subterranean Animism). También fue director en el proyecto colaborativo Animetenchō × Tōhō Project, que formó parte del 10.º aniversario de Animate.

## Trabajos

### Series de televisión
Destaca papeles con funciones de dirección de series.
| Año  | Título                                              | Director(es)                   | Estudio                                  | Funciones | Refs.         |
| ---- | --------------------------------------------------- | ------------------------------ | ---------------------------------------- | --- | ------------- |
| 2000 | Gate Keepers                                        | Jun'ichi Satō Kōichi Chigira   | Gonzo                                    | Animación clave (#5, 14, 18) | [ 3 ]         |
| 2000 | Love Hina                                           | Yoshiaki Iwasaki               | Xebec                                    | Animación clave (#2) | [ 10 ]        |
| 2000 | Hajime no Ippo                                      | Satoshi Nishimura              | Madhouse                                 | Animación clave (#5, 12, 19, 25, 32, 38) | [ 11 ]        |
| 2000 | Kazemakase Tsukikage Ran                            | Akitarō Daichi                 | Madhouse                                 | Animación intermedia (#10) | [ 12 ]        |
| 2000 | Hand Maid May                                       | Shin'ichiro Kimura             | TNK                                      | Animación clave (#4) | [ 13 ]        |
| 2000 | Hidamari no Ki                                      | Gisaburō Sugii                 | Madhouse                                 | Animación intermedia (#6; Imagin) | [ 14 ]        |
| 2001 | Comic Party                                         | Norihiko Sudō                  | OLM                                      | Animación clave (#3, 7, 12) | [ 15 ]        |
| 2001 | X                                                   | Yoshiaki Kawajiri              | Madhouse                                 | Animación clave (#4, 10) | [ 16 ]        |
| 2002 | G-On Riders                                         | Shin'ichiro Kimura             | Shaft TNK                                | Animación clave (#8, 12) | [ 17 ]        |
| 2002 | Piano                                               | Norihiko Sudō                  | OLM                                      | Director de animación (#3, 5) | [ 18 ]        |
| 2002 | Pita Ten                                            | Toshifumi Kawase Yūzō Satō     | Madhouse                                 | Animación clave (#17, 24) | [ 19 ]        |
| 2002 | Rizelmine                                           | Yasuhiro Matsumura             | Madhouse Imagin                          | Animación clave (#2, 9; OP) | [ 20 ]        |
| 2003 | Sumeba Miyako no Cosmos-sō: Suttoko Taisen Dokkoida | Takuya Nonaka Hitoyuki Matsui  | Ufotable                                 | Animación clave (#4, 8, 12) | [ 21 ]        |
| 2003 | D.C.: Da Capo                                       | Nagisa Miyazaki                | Feel Zexcs                               | Animación clave (#6) | [ 22 ]        |
| 2003 | Tantei Gakuen Q                                     | Noriyuki Abe                   | Pierrot                                  | Animación clave (#31) | [ 23 ]        |
| 2004 | Bleach                                              | Noriyuki Abe                   | Pierrot                                  | Animación clave (#3) | [ 24 ]        |
| 2004 | Bōkyaku no Senritsu                                 | Hiroshi Nishikiori             | J.C.Staff                                | Animación clave (#8) | [ 25 ]        |
| 2004 | 2 × 2 = Shinobuden                                  | Haruo Sotozaki Hitoyuki Matsui | Ufotable                                 | Animación clave (#1-3, 5, 8, 12; OP) | [ 26 ]        |
| 2004 | Rozen Maiden                                        | Mamoru Matsuo                  | Nomad                                    | Animación clave (#8) | [ 27 ]        |
| 2005 | Aa! Megami-sama!                                    | Hiroaki Gōda                   | AIC                                      | Animación clave (#20) | [ 28 ]        |
| 2005 | Futakoi Alternative                                 | Takayuki Hirao Hikaru Kondō    | Ufotable Feel Studio Flag                | Director de animación asistente (#3, 10) Animación clave (#1, 4, 11-13) | [ 29 ]        |
| 2005 | Kore ga Watashi no Goshūjin-sama                    | Shōji Saeki                    | Gainax Shaft                             | Animación clave (#8) | [ 30 ]        |
| 2005 | Pani Poni Dash!                                     | Shin Ōnuma Akiyuki Simbo       | Shaft GANSIS                             | Animación clave (#10, 25) | [ 31 ]        |
| 2005 | Mahō Shōjo Lyrical Nanoha A's                       | Keizō Kusakawa                 | Seven Arcs                               | Animación clave (#2, 7) | [ 32 ]        |
| 2005 | Ichigo Mashimaro                                    | Yūji Yamaguchi                 | Daume                                    | Animación clave (#3, 8) | [ 33 ]        |
| 2005 | Zoids: Genesis                                      | Kazunori Mizuno                | Shogakukan Music & Digital Entertainment | Animación clave (#28) | [ 34 ]        |
| 2006 | Coyote Ragtime Show                                 | Takuya Nonaka                  | Ufotable                                 | Animación clave (#2, 4, 6, 11-12; OP) | [ 35 ]        |
| 2007 | Gakuen Utopia Manabi Straight!                      | Team Manabibeya                | Ufotable                                 | Director de episodios (#3, 9) Director de animación asistente (#4, 12) Animación clave (#1-2, 6, 9-10, 12) Animador principal                                                                 | [ 36 ]        |
| 2007 | Hayate no Gotoku!                                   | Keiichiro Kawaguchi            | SynergySP                                | Director de episodios (#10, 18) Animación clave (#10, 18) | [ 37 ]        |
| 2009 | To Aru Kagaku no Railgun                            | Tatsuyuki Nagai                | J.C.Staff                                | Animación clave (#19, 22) | [ 38 ]        |
| 2010 | Baka to Test to Shōkanjū                            | Shin Ōnuma                     | Silver Link                              | Animación clave (#2) | [ 39 ]        |
| 2011 | Fate/Zero                                           | Ei Aoki                        | Ufotable                                 | Guionista gráfico (#OP) Director de unidad (#OP) Animación clave (#1, 8-9) Limpieza de guion gráfico (#8)                                                                                     | [ 40 ]        |
| 2012 | Fate/Zero 2                                         | Ei Aoki                        | Ufotable                                 | Director de episodios (#15, 19) Guionista gráfico (#19) Director de animación de maquetación (#19) Animación clave (#19)                                                                      | [ 41 ]        |
| 2014 | Fate/stay night: Unlimited Blade Works              | Takahiro Miura                 | Ufotable                                 | Director Guionista gráfico (#3, 10; OP, ED) Director de unidad (#OP) Animación clave (#OP) | [ 42 ] [ 43 ] |
| 2015 | Fate/stay night: Unlimited Blade Works 2nd Season   | Takahiro Miura                 | Ufotable                                 | Director Guionista (#Sunny Day; Ufotable) Director de episodios (#23, 25; Sunny Day) Guionista gráfico (#13, 15, 21, 23, 25; Sunny Day; OP) Director de unidad (#OP) Animación clave (#23-25) | [ 44 ] [ 45 ] |
| 2016 | Tales of Zestiria the Cross                         | Haruo Sotozaki                 | Ufotable                                 | Director de episodio (#8) Guionista gráfico (#2-3, 6, 8) Supervisor de director del episodio (#3) Animación clave (#8)                                                                        | [ 46 ]        |
| 2017 | Tales of Zestiria the Cross 2nd Season              | Haruo Sotozaki                 | Ufotable                                 | Guionista gráfico (#15-17, 25) | [ 47 ]        |
| 2017 | Katsugeki/Tōken Ranbu                               | Toshiyuki Shirai               | Ufotable                                 | Director de episodio (#12) Guionista gráfico (#5, 8, 10, 12) | [ 48 ]        |
| 2017 | Granblue Fantasy The Animation                      | Ayako Kurata Yūki Itō          | A-1 Pictures                             | Guionista gráfico (#5, 12; Ufotable) | [ 49 ]        |
| 2021 | The Promised Neverland Season 2                     | Mamoru Kanbe                   | CloverWorks                              | Guionista gráfico (#4) | [ 50 ]        |
| 2021 | Takt op. Destiny                                    | Yūki Itō                       | Madhouse MAPPA                           | Guionista gráfico (#1) | [ 51 ]        |
| 2021 | Kimetsu no Yaiba: Mugen Ressha-hen Arc TV           | Haruo Sotozaki                 | Ufotable                                 | Guionista gráfico (#2-5) | [ 52 ]        |
| 2021 | Kimetsu no Yaiba: Yukaku-hen                        | Haruo Sotozaki                 | Ufotable                                 | Guionista gráfico (#6-7) | [ 53 ]        |
| 2022 | Tokyo 24-ku                                         | Naokatsu Tsuda                 | CloverWorks                              | Director de episodio (#12) Guionista gráfico (#3, 5, 8, 12) | [ 54 ]        |
| 2022 | Akebi-chan no Sailor-fuku                           | Miyuki Kuroki                  | CloverWorks                              | Guionista gráfico (#11) | [ 55 ]        |
| 2022 | Lycoris Recoil                                      | Shingo Adachi                  | A-1 Pictures                             | Guionista gráfico (#2) | [ 56 ]        |
| 2023 | UniteUp!                                            | Shin'ichiro Ushijima           | CloverWorks                              | Guionista gráfico (#9) | [ 57 ]        |
| 2023 | Spy × Family Season 2                               | Kazuhiro Furuhashi             | CloverWorks                              | Guionista gráfico (#14, 22) | [ 58 ]        |
| 2024 | Wind Breaker                                        | Toshifumi Akai                 | CloverWorks                              | Guionista gráfico (#9) | [ 59 ]        |

### Películas
Destaca papeles con funciones de dirección de series.
| Año  | Título                                                    | Director(es)      | Estudio     | Funciones                                                | Refs.  |
| ---- | --------------------------------------------------------- | ----------------- | ----------- | -------------------------------------------------------- | ------ |
| 2007 | Kara no Kyōkai: Overlooking View                          | Ei Aoki           | Ufotable    | Animación clave                                          | [ 60 ] |
| 2007 | Kara no Kyōkai: A Study in Murder - Part 1                | Takuya Nonaka     | Ufotable    | Director de animación asistente Animación clave          | [ 60 ] |
| 2008 | Kara no Kyōkai: Remaining Sense Of Pain                   | Mitsuru Obunai    | Ufotable    | Director de animación asistente                          | [ 60 ] |
| 2008 | Kara no Kyōkai: Oblivion Recording                        | Takahiro Miura    | Ufotable    | Director Animación clave                                 | [ 61 ] |
| 2009 | Kara no Kyōkai: A Study in Murder - Part 2                | Shinsuke Takizawa | Ufotable    | Director de animación asistente Animación clave          | [ 60 ] |
| 2013 | Kara no Kyōkai: Future Gospel                             | Tomonori Sudō     | Ufotable    | Animación clave                                          | [ 62 ] |
| 2017 | Fate/stay night Movie: Heaven's Feel - I. Presage Flower  | Tomonori Sudō     | Ufotable    | Guionista gráfico (Escenas de acción) Director de unidad | [ 63 ] |
| 2019 | Fate/stay night Movie: Heaven's Feel - II. Lost Butterfly | Tomonori Sudō     | Ufotable    | Guionista gráfico Director de unidad                     | [ 64 ] |
| 2020 | Fate/stay night Movie: Heaven's Feel - III. Spring Song   | Tomonori Sudō     | Ufotable    | Guionista gráfico Director de unidad                     | [ 65 ] |
| 2020 | Kimetsu no Yaiba: Mugen Ressha-hen                        | Haruo Sotozaki    | Ufotable    | Guionista gráfico                                        | [ 66 ] |
| 2023 | Spy x Family Movie: Code: White                           | Takashi Katagiri  | CloverWorks | Guionista gráfico                                        | [ 67 ] |

### ONAs
Destaca papeles con funciones de dirección de series.
| Año  | Título                        | Director(es)                | Estudio  | Funciones                                                               | Refs.  |
| ---- | ----------------------------- | --------------------------- | -------- | ----------------------------------------------------------------------- | ------ |
| 2018 | Emiya-san Chi no Kyō no Gohan | Takahiro Miura Tetsuto Satō | Ufotable | Director Guionista (#11, 13) Guionista gráfico (#1-2, 6, 8, 11, 13; ED) | [ 68 ] |

### OVAs
| Año  | Título                                           | Director(es)             | Estudio      | Funciones                                          | Refs.  |
| ---- | ------------------------------------------------ | ------------------------ | ------------ | -------------------------------------------------- | ------ |
| 2006 | Negima!? Natsu Special!?                         | Akiyuki Simbo Shin Ōnuma | Shaft GANSIS | Director de episodio                               | [ 69 ] |
| 2010 | Tales of Symphonia The Animation: Tethe'alla-hen | Haruo Sotozaki           | Ufotable     | Segunda animación clave (#OP) Animación clave (#2) | [ 70 ] |
| 2011 | Tales of Symphonia The Animation: Sekai Tōgō-hen | Haruo Sotozaki           | Ufotable     | Guionista gráfico (#1)                             | [ 71 ] |

### Especiales
Destaca papeles con funciones de dirección de series.
| Año  | Título                                                        | Director(es)   | Estudio  | Funciones                                        | Refs.  |
| ---- | ------------------------------------------------------------- | -------------- | -------- | ------------------------------------------------ | ------ |
| 2009 | God Eater Prologue                                            | Takayuki Hirao | Ufotable | Animación clave                                  | [ 72 ] |
| 2009 | Toriko: Jump Super Anime Tour 2009 Special                    | Mitsuru Obunai | Ufotable | Guionista gráfico (#ED) Director de unidad (#ED) | [ 73 ] |
| 2014 | Fate/stay night: Unlimited Blade Works Prologue               | Takahiro Miura | Ufotable | Director Director de episodio Guionista gráfico  | [ 74 ] |
| 2017 | Fate/Grand Order: Himuro no Tenchi - 7-nin no Saikyō Ijin-hen | Takahiro Miura | Ufotable | Director Guionista gráfico                       | [ 75 ] |